# Und Jimmy ging zum Regenbogen (1971)
Und Jimmy ging zum Regenbogen ist ein Kinofilm von 1971 nach dem gleichnamigen Roman von Johannes Mario Simmel. Die Hauptrollen unter der Regie von Alfred Vohrer spielten Alain Noury, Doris Kunstmann, Horst Tappert und Ruth Leuwerik.
Carlo Rola drehte 2008 eine Neuverfilmung als Fernsehfilm.

## Handlung
Die Handlung spielt im Jahr 1969: Der argentinische Chemiker Rafaelo Aranda wird in Wien von der ihm anscheinend völlig unbekannten Buchhändlerin Valerie Steinfeld vergiftet. Steinfeld begeht unmittelbar danach Suizid. Der Sohn des Chemikers, Manuel Aranda, will die Hintergründe des Mordes herausfinden. Er muss dabei jedoch feststellen, dass sein Vater chemische Massenvernichtungswaffen entwickelt und den USA, der Sowjetunion und Frankreich zum Kauf angeboten hat. Die Geheimdienste der drei Großmächte versuchen daher, Manuel Aranda an der Veröffentlichung seiner Recherchen zu hindern. Einen ersten Mordanschlag übersteht Aranda, ohne ihn überhaupt zu bemerken.
Manuel Aranda erfährt, dass die Buchhändlerin Valerie Steinfeld während der Zeit des Nationalsozialismus einen aberwitzigen Vaterschaftsprozess geführt hat. Ihr „halbjüdischer“ Sohn Heinz sollte durch die Vaterschaft eines „Deutschblütigen“ vor der Verfolgung geschützt werden. Mit der Zeit kommt der Verdacht auf, dass die Täterin Valerie Steinfeld und das Opfer Rafaelo Aranda während der Nazizeit miteinander zu tun gehabt haben könnten.
Mit Hilfe von Irene Waldegg, der Nichte von Valerie, findet Manuel Aranda weitere Fakten über die Vergangenheit seines Vaters heraus. Doch auch Valerie Steinfeld hatte ein Geheimnis, das nicht einmal Irene Waldegg kannte.

## Produktion und Hintergrund
Gedreht wurde vom 2. November 1970 bis 29. Dezember 1970 in Wien und in München. Die Innenaufnahmen entstanden in den Rosenhügel-Filmstudios. Uraufführung war am 12. März 1971 in Hamburg im Kino-Center 1.
Auffällig sind mehrere Anklänge an Der dritte Mann:
- der gut gemeinte Rat „Fliegen Sie nach Hause“
- ein Toter, der nicht ist, was man bisher glaubte
- mehrere Szenen auf dem Wiener Zentralfriedhof
- eine Nähe zur Chemie bzw. Pharmazie oder
- eine Liebesgeschichte zwischen zwei Betroffenen.

Der bis dahin wenig bekannte Hauptdarsteller Alain Noury erwarb sich durch den Film viele Sympathien, schaffte jedoch nie den großen Durchbruch. Die damals 25-jährige Schauspielerin Judy Winter musste für einen Teil ihrer Rolle vom Maskenbildner auf über 50 Jahre „gealtert“ werden.
2008 entstand für das ZDF eine Neuverfilmung mit Heino Ferch in der Rolle des Arztes Manuel Aranda und Dennenesch Zoudé in der Rolle der Irene Waldegg. Judy Winter verkörperte darin wie in der Verfilmung von 1971 wiederum Nora Hill. Der Ort der Handlung ist jedoch ins Jahr 1996 nach Berlin verlegt worden. Der im Dritten Reich spielende Teil der Romanvorlage wurde stark gekürzt und die Liebesgeschichte zwischen den Hauptpersonen in den Vordergrund gerückt. Das ZDF strahlte den Film am 24. September 2008 aus.

## Kritik
Das Lexikon des internationalen Films schrieb:  „Aufwendig und effektvoll inszenierte Bestseller-Verfilmung, die Probleme der Gegenwart und Vergangenheit als Hintergrund für eine letztlich schwülstig und unglaubwürdig geratene Mischung aus Krimi, Agentenfilm und Schnulze mißbraucht.“

## Auszeichnungen
- Prädikat „Wertvoll“ der Filmbewertungsstelle
- Goldene Leinwand 1972 (für mehr als 3 Mio. Besucher)
- Spielfilmprämie des Bundesministerium des Innern: 200.000 DM